# Jerod Mixon
Jerod Mixon (Port Hueneme, California, 24 de mayo de 1981) es un actor, comediante y productor estadounidense, reconocido por interpretar los papeles de Weensie en Old School y de Shonté en Me, Myself & Irene. Es el hermano mayor del también actor Jamal Mixon. Protagonizó y produjo la película de comedia de 2013 White T.

## Carrera
Mixon logró el reconocimiento en su país interpretando a Shonté Jr. Baileygates, hijo del personaje interpretado por Jim Carrey en la película de los hermanos Farrelly Me, Myself & Irene. También tuvo una prominente participación en la película protagonizada por DJ Qualls The New Guy. Interpretó un pequeño papel en la serie Scrubs como un paciente obeso llamado Herbert en el episodio "My New Suit".

## Filmografía

### Cine y televisión
| Año  | Título                                 | Observaciones |
| ---- | -------------------------------------- | ------------- |
| 1997 | Moesha                                 | TV            |
| 1997 | Malcolm & Eddie                        | TV            |
| 1997 | How to Be a Player                     |               |
| 1998 | Bulworth                               |               |
| 1998 | The Good News                          | TV            |
| 1999 | Beverly Hood                           |               |
| 2000 | Me, Myself & Irene                     |               |
| 2001 | House Party 4: Down to the Last Minute |               |
| 2002 | The New Guy                            |               |
| 2003 | Family Reunion: The Movie              |               |
| 2003 | Old School                             |               |
| 2004 | Maya & Miguel                          | TV            |
| 2004 | The Cookout                            |               |
| 2005 | What Is a Good Cookout?                | Corto         |
| 2006 | Scrubs                                 | TV            |
| 2007 | Business Johnson                       | Corto         |
| 2009 | Steppin: The Movie                     |               |
| 2013 | White T                                |               |
| 2015 | Crackula Goes to Hollywood             |               |